# Monte Sagro
Il Monte Sagro è un rilievo montuoso italiano appartenente alla catena delle Alpi Apuane. Si trova in alta Toscana nel comune di Fivizzano, sovrasta il paese di Vinca e domina tutta la zona di Carrara.

## Caratteristiche
La montagna si trova nella parte settentrionale della catena in posizione distaccata dallo spartiacque principale.
La vetta, da più recenti misurazioni, è risultata avere un'altitudine di 1752,9 metri s.l.m., a differenza dei 1749 metri con cui è quotata storicamente.
Costituito in prevalenza da marmo di pregiatissima qualità, ospita diverse cave alle sue pendici. Tali cave sono oggetto di una dura battaglia da parte del movimento No Cav.
L'ascensione alla vetta avviene esclusivamente dal versante marittimo per la pendenza più dolce (contrapposta allo strapiombo che caratterizza la parete nord).
I tempi di ascensione sono di circa 70-80 minuti partendo da Foce di Pianza e di circa 120 minuti partendo dal vicino Rifugio Carrara.

## Curiosità storiche
Il nome stesso identifica un'antica area sacra per le popolazioni Liguri, collegata visivamente al Monte Beigua, altra montagna sacra posta quasi al centro dell'arco ligure. Insieme con il Monte Bego, al confine tra Italia e Francia, il Beigua e il Sagro erano i principali santuari della Liguria preistorica. A testimonianza di tale sacralità, le stele antropomorfe della Lunigiana, custodi dei valichi,  diffuse nella zona delle Apuane, erano il simbolo che legava la terra al cielo. 
Ogni anno si svolge sulla cima del monte una S. Messa.

## Sito di interesse comunitario
Il Monte Sagro è stato indicato come sito di interesse comunitario nel Decreto 25 marzo 2005 del Ministero dell'Ambiente.